# Agostinho Neto

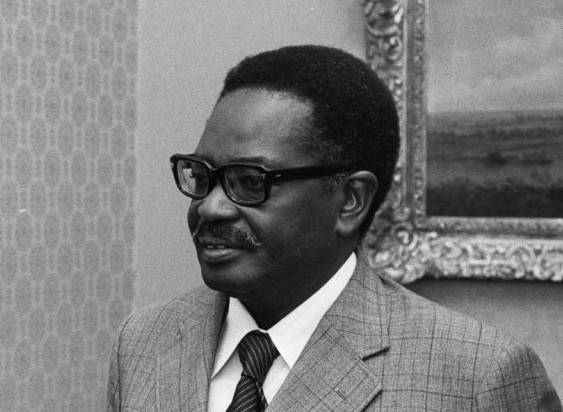
Agostinho Neto (1975)

Agostinho Neto (Ícolo e Bengo (Bengo), 17 september 1922 – Moskou, 10 september 1979) was een Angolees politicus en dichter. Hij was de zoon van een methodistische dominee. Agostinho Neto studeerde medicijnen in Portugal. Hij bracht daar enige tijd door in de gevangenis vanwege zijn anti-koloniale activiteiten. In 1959 werd hij huisarts in Luanda (hoofdstad van Angola), maar was ook actief binnen de in 1956 opgerichte anti-koloniale MPLA (Volksbeweging voor de Bevrijding van Angola). Van 1960 tot 1962 zat hij opnieuw gevangen. Nadat hij uit de gevangenis was ontsnapt werd Neto door de MPLA tot voorzitter van de beweging gekozen. De MPLA leidde de onafhankelijkheidsstrijd tegen Portugal. 
Tijdens zijn MPLA-voorzitterschap schreef Neto anti-koloniale poëzie. Als gematigde marxist gaf hij de MPLA een linkse kleur. 
Op 11 november 1975 droegen de Portugezen de macht over aan de MPLA, die daags daarvoor Luanda had ingenomen. Dr. Agostinho Neto werd daarop president van de Volksrepubliek Angola. Premier werd Lopo de Nascimento. In zijn hoedanigheid als president zette Neto de radicale marxisten op een zijspoor. Ook wist hij een staatsgreep succesvol te doorstaan. 
Neto overleed in een ziekenhuis in Moskou.
Minister van Planning José Eduardo dos Santos volgde hem als president en MPLA-voorzitter op.

## Werken
- Sagrada esperanca (1974) (Duitse vertaling: Heilige Hoffnung; 1977)

- Bibsys: 90234370
- Biblioteca Nacional de España: XX1047501
- Bibliothèque nationale de France: cb11917562p (data)
- Catàleg d'autoritats de noms i títols de Catalunya: 981061032031706706
- CiNii: DA13353364
- Digitale Bibliotheek voor de Nederlandse Letteren: neto001
- Gemeinsame Normdatei: 118904558
- International Standard Name Identifier: 0000 0001 1440 3079
- Library of Congress Control Number: n80097344
- Nationale Bibliotheek van Letland: 000084736
- Nationale Bibliotheek van Tsjechië: mzk2005269741
- Nationale Bibliotheek van Israël: 987007408993205171
- Nationale Bibliotheek van Polen: a0000001242798
- Nationale en Universitaire bibliotheek Zagreb: 000080472
- Nederlandse Thesaurus van Auteursnamen: 072806656
- Réseau des bibliothèques de Suisse occidentale: 02-A003635585
- Istituto Centrale per il Catalogo Unico: SBLV049869
- LIBRIS: 218655
- SNAC: w6c123pj
- Système universitaire de documentation: 02704646X
- Virtual International Authority File: 27069480
- WorldCat: E39PBJtmrPjJtXBGtYY3CrBdcP